# Mario Brescia Cafferata
Mario Augusto Brescia Cafferata (Lima, 25 de septiembre de 1929 - Lima, 16 de mayo de 2013) fue un empresario, banquero e ingeniero agrónomo peruano. Junto a su hermano Pedro Brescia dirigió el Grupo Brescia, uno de los conglomerados económicos más poderosos del Perú.

## Biografía
Mario Brescia Cafferata nació en 1929 en la Hacienda Limatambo Sur, Lima. Sus padres fueron Fortunato Brescia Tassano y María Catalina Cafferata Peñaranda, hija de Pedro Cafferata Battilana, cónsul de Italia en Huaraz. Estudió en el Colegio Sagrados Corazones Belén, después en el Colegio de la Inmaculada y, finalmente, en el Colegio Sagrados Corazones Recoleta. Ingresó a la Escuela Nacional de Agricultura (después Universidad Nacional Agraria La Molina), estudiando Ingeniería agrónoma y graduándose en 1951.
En 1958, se casó con María Virginia Luisa Juana Moreyra Porras, con quien tuvo tres hijos: Fortunato Brescia Moreyra, Mario Brescia Moreyra y Pedro Brescia Moreyra. Los padres de Virginia Moreyra fueron José Moreyra y Paz Soldán, bisnieto del político y abogado José Gregorio Paz Soldán y Ureta, y Virginia Porras Barrenechea, hermana del reconocido diplomático e historiador Raúl Porras Barrenechea.
Trabajó en los negocios de su familia pero después de la muerte de su padre, asumió el liderazgo junto a su hermano mayor, Pedro Brescia Cafferata, hasta que a partir de 1971, el Grupo Brescia se convirtió en uno de los principales accionistas del Banco de Crédito del Perú y en 1979 Pedro Brescia, junto a otros accionistas peruanos bajo el liderazgo de Dionisio Romero Seminario, tomaron el control del banco en la Junta General de Accionistas, desplazando de la Presidencia del Directorio y de la Gerencia General al principal accionista, la Banca Commerciale Italiana. Posteriormente se retiraron del Banco de Crédito para luego volver a la banca al adquirir en 1995, de manera paraitaria con el grupo español BBVA las acciones del Banco Continental (hoy BBVA Continental).
Entre las más importantes empresas del Grupo se encuentran TASA (que en el 2006 adquirió Sipesa, la ex pesquera del Grupo Galsky), Rimac Internacional (seguros), Exsa (explosivos), Minsur (con una producción de estaño que alcanza el 12% a nivel mundial) e Inversiones Nacionales de Turismo (con la cadena hotelera Libertador). Participan, además, en el BBVA Continental y en AFP Horizonte, como socios del grupo español BBVA.
Entre el 2000 y 2002, asumió como presidente del Club Nacional.
En marzo del 2013, fue elegido, en reemplazo de su hermano Pedro Brescia Cafferata, presidente del BBVA Continental y de la Fundación BBVA Continental. Ese mismo año, ingresó al ranking de millonarios de Forbes, junto a sus hermanas, Ana María Brescia Cafferata y Rosa Brescia Cafferata (madre de Alex Fort Brescia y Bernardo Fort Brescia); sin embargo en la lista no apareció su hermano ya que su fortuna al igual que la suya está repartida entre los miembros de la familia.
Fue nombrado Doctor honoris causa de la Universidad Alas Peruanas, de la Universidad Enrique Guzmán y Valle, y de la Universidad Nacional Agraria La Molina.
El 16 de mayo de 2013, falleció a los 83 años, de cáncer en la Clínica San Felipe.

## Condecoraciones
- Gran Cruz de la Orden El Sol (Perú)
- Gran Oficial Orden del Trabajo (Perú)
- Orden Nacional al Mérito (Colombia)
- Orden Bernardo O´Higgins (Chile)